# Агротера
Агротера (др.-греч. Ἀγροτέρα — «охотница», «ловчая») — эпиклеса богини Артемиды в греческой мифологии.

## Эпитет
Под этим именем Артемиде поклонялись в Афинах, Эгейре, Спарте и других местах. «Агротера» является синонимом эпитета Агрея, но Евстафий Солунский производил его от поселения Агра, где находился храм Артемиды Агротеры. Эпитет иногда также применяли к нимфе Кирене.

## Храм Артемиды Агротеры
В поселении Агра на реке Илисос (к юго-востоку от Афин, сейчас там находится район Мец), где, как считалось, богиня впервые охотилась после прибытия из Делоса, у Артемиды Агротеры на холме был храм с её статуей, держащей лук. Павсаний сообщал, что его воздвигли по приказу тирана Мегалополя Аристодема в III веке до н. э. Неподалёку справа находился храм Асклепия. Во время Боэдромии, на седьмой день Боэдромиона (примерно, в начале сентября), вооружённая процессия доставила в этот храм 300 или 1000 коз, где их принёс в жертву полемарх в честь победы в Марафонской битве, потому что перед битвой дал такой традиционный обет совершить «жертвенный забой скота» (σφάγιον, sphagion) Артемиде Агротере перед битвой. Это положило начало ежегодному забою в честь Агротеры (лат. Agroteras Thusia), но меньшего количества коз, не более 100. Храм был разрушен в 1778 году, когда османские войска, оккупировавшие Афины, начали разрушать древние здания ради строительных материалов для сооружения стены вокруг города. Руины храма находятся сегодня на улице Ардетту, плотно окружённые современными зданиями. С 2000-х годов идёт общественная кампания по экспроприации соседних зданий и восстановлению храма.